# Little by Little (chanson des Rolling Stones)
 (mars 2020).
Pour les articles homonymes, voir Little by Little.
Singles de Rolling stones
I Wanna Be Your Man / Stoned
(1963) It's All Over Now / Good Times, Bad Times
(1964)
Pistes de The Rolling Stones
Now I’ve Got a Witness (Like Uncle Phil and Uncle Gene) I'm a King Bee
(7)
Little by little est une chanson du groupe The Rolling Stones tirée de leur album homonyme en 1964, parue en face B du single Not Fade Away. La chanson apparait également dans la compilation d'enregistrements live On Air. Elle est l'une des premières compositions des Stones. Ian Stewart, à l'époque de l'écriture de la chanson, était encore le pianiste du groupe. 

## Écriture et enregistrement
Après avoir enregistré Not Fade Away, Phil Spector et Mick jagger avait disparu. Personne n'avait remarqué qu'ils étaient partis jusqu'à environ cinq minutes plus tard lorsqu'ils sont revenus, l'air très satisfait d'eux-mêmes. Ils se sont assis, et ont dit a l'équipe de se taire et ont joué le numéro qu'ils venaient d'écrire dans le couloir extérieur. C'était très bon,ils donc décidé de l'utiliser comme face B. Mick jagger s'est emparé de son harmonica, Phil spector a retrouvé les maracas, et Gene Pitney et le responsable de la route des Stones et Ian Stewart se sont assis au même piano et les Stones ont enregistré le titre.

## The Rolling Stones
- Mick Jagger, chant
- Brian Jones, guitare rythmique
- Keith Richards, guitare lead
- Bill Wyman, Basse
- Charlie Watts, batterie
- Ian Stewart, piano

## Musiciens additionnels
- Gene Pitney : piano
- Phil Spector : maracas
- Graham Nash : chœurs
- Allan Clarke : chœurs